# Just Mercy
Just Mercy (bra: Luta por Justiça; prt: Tudo pela Justiça) é um filme de drama jurídico americano de 2019, dirigido por Destin Daniel Cretton e estrelado por Michael B. Jordan, Jamie Foxx, Rob Morgan, Tim Blake Nelson, Rafe Spall e Brie Larson. Conta a história verdadeira de Walter McMillian, que, com a ajuda do jovem advogado de defesa Bryan Stevenson, recorre de sua condenação por assassinato. O filme é baseado nas memórias de mesmo nome, escritas por Stevenson.
Just Mercy teve sua estreia mundial no Festival Internacional de Cinema de Toronto em 6 de setembro de 2019 e foi lançado teatralmente pela Warner Bros. Pictures em 25 de dezembro de 2019. O filme recebeu críticas positivas dos críticos, e Foxx recebeu uma indicação de Melhor desempenho por um ator masculino, como um papel de apoio no 26º Screen Actors Guild Awards.
Com um orçamento de US$ 25 milhões, o filme arrecadou ao todo US$ 50,4 milhões. Em Portugal, o filme foi lançado em 16 de janeiro de 2020, e no Brasil, em 20 de fevereiro de 2020.

## Enredo
Em 1989, Bryan Stevenson, um jovem idealista em direito de Harvard, viaja para o Alabama na esperança de ajudar a lutar por pessoas pobres que não podem pagar uma representação legal adequada. Ele se encontra com Eva Ansley e funda a Iniciativa Justiça Igual e depois viaja para uma prisão para encontrar seus presos no corredor da morte. Ele conhece Walter "Johnny D." McMillian, um homem afro-americano que foi condenado pelo assassinato de 1986 de Ronda Morrison, uma mulher branca. Stevenson examina a evidência no caso e descobre que ela depende inteiramente do testemunho do criminoso condenado Ralph Myers, que forneceu um testemunho altamente contraditório em troca de uma sentença mais leve em seu próprio julgamento pendente.
O primeiro passo de Stevenson é pedir ajuda ao promotor Tommy Chapman; Chapman o dispensa sem sequer olhar para as anotações de Stevenson. Stevenson então pede que o amigo da família McMillian, Darnell Houston, testemunhe que ele estava com uma testemunha que corroborou o testemunho de Myers no dia do assassinato, o que causaria o caso da promotoria. Quando Stevenson envia o testemunho de Houston, a polícia o prende por perjúrio. Enquanto Stevenson é capaz de negar as acusações de perjúrio, Houston é intimidado a se recusar a testemunhar em tribunal.
Stevenson então se aproxima de Myers, que finalmente admite que seu testemunho foi coagido depois que a polícia brincou com seu medo de ser queimado e ameaçou executá-lo por uma cadeira elétrica. Stevenson apela ao tribunal local para conceder um novo julgamento a McMillan e convence Myers a retratar seu testemunho no tribunal, mas o juiz se recusa a conceder um novo julgamento. Atormentado, Stevenson exala suas frustrações sobre o caso para Ansley. Ele aparece no 60 Minutes para reunir apoio público em favor de McMillan, depois apela para a Suprema Corte do Alabama. A Suprema Corte anula a decisão da corte do circuito e concede a McMillan seu novo julgamento. Stevenson então pede que as acusações sejam totalmente negadas. Ele confronta Chapman em sua casa e tenta convencê-lo a se juntar a ele em seu movimento; Chapman, com raiva, o expulsa de sua propriedade. Chega o dia da moção e Stevenson apela ao juiz. Chapman concorda em se juntar a ele em sua moção, o caso é encerrado e McMillan finalmente se reúne com sua família.
Um epílogo relata que Stevenson e Ansley continuam lutando por justiça até os dias atuais. Até sua morte em 2013, McMillan permaneceu amigo de Stevenson. Uma investigação posterior da morte de Morrison confirmou a inocência de McMillan e postulou que um homem branco provavelmente era o responsável; o caso nunca foi resolvido.

## Elenco
- Michael B. Jordan como Bryan Stevenson
- Jamie Foxx como Walter McMillian
- Brie Larson como Eva Ansley
- Rob Morgan como Herbert Richardson
- Tim Blake Nelson como Ralph Myers
- Rafe Spall como Tommy Chapman
- O'Shea Jackson Jr. como Anthony Ray Hinton
- Darrell Britt-Gibson como Darnell Houston
- Lindsay Ayliffe como Judge Foster
- C.J. LeBlanc como John McMillan
- Ron Clinton Smith como Woodrow Ikner
- Dominic Bogart como Doug Ansley
- Hayes Mercure como Jeremy
- Karan Kendrick como Minnie McMillian
- Kirk Bovill como David Walker
- Terence Rosemore como Jimmy
- Rhoda Griffis como Judge Pamala Bachaub
- Michael Harding como Sheriff Tate

## Produção
O desenvolvimento do filme começou em 2015, quando a Broad Green Pictures contratou Destin Daniel Cretton para dirigir, com Michael B. Jordan escolhido para estrelar. Em dezembro de 2017, a Warner Bros. adquiriu os direitos de distribuição do filme, depois que a Broad Green Pictures entrou em falência. Em julho de 2018, Jamie Foxx foi escolhido para co-estrelar, e em agosto de 2018, Brie Larson, O'Shea Jackson Jr. e Tim Blake Nelson também se juntaram ao elenco, com as filmagens começando em Montgomery, Alabama, até 30 de agosto. Em outubro de 2018, os atores Dominic Bogart, Hayes Mercure e Karan Kendrick também foram adicionados.

## Lançamento
O filme teve sua estreia mundial no Festival Internacional de Cinema de Toronto em 6 de setembro de 2019. Ele recebeu uma liberação limitada de qualificação de prêmios em 25 de dezembro de 2019. Originalmente programado para expandir para um grande lançamento em 17 de janeiro de 2020, a expansão do filme foi movida para 10 de janeiro de 2020, quando estreou em 2.375 cinemas.

## Recepção

### Bilheteria
Em seu primeiro dia de lançamento limitado, o filme faturou US $ 81.072 em quatro salas. A empresa ganhou US $ 105.000 em seu primeiro final de semana (um total de cinco dias de US $ 228.072). O filme faturou US $ 425.862 em seus 15 dias de lançamento limitado. Em seguida, faturou US $ 3,7 milhões em seu primeiro dia de lançamento, incluindo US $ 800.000 de pré-visualizações de quinta-feira à noite. O filme faturou US $ 10 milhões no fim de semana, terminando em quarto lugar. O filme faturou US $ 5,8 milhões em seu segundo final de semana de lançamento (e US $ 7,5 milhões no feriado de quatro dias de Martin Luther King Jr.), terminando em sétimo lugar.

### Crítica
O Rotten Tomatoes informou que 83% dos críticos deram ao filme uma crítica positiva com base em 269 críticas, com uma classificação média de 6,98 / 10. O consenso dos críticos do site diz: "Just Mercy dramatiza uma injustiça da vida real com performances sólidas, mão firme de diretoria e urgência suficiente para superar um certo grau de advocacia sincera". No Metacritic, o filme tem uma pontuação média ponderada de 68 em 100 com base em 49 críticos, indicando "críticas geralmente favoráveis". O público entrevistado pela CinemaScore atribuiu ao filme uma nota média rara de "A+" na escala A+ a F. O PostTrak informou que recebeu uma média de 4,5 de 5 estrelas, com 73% das pessoas dizendo que o recomendariam definitivamente.

### Honras
| Prêmio                                    | Data da cerimônia     | Categoria                                                      | Beneficiário(s)                | Resultado | Ref.   |
| ----------------------------------------- | --------------------- | -------------------------------------------------------------- | ------------------------------ | --------- | ------ |
| AARP's Movies For Grownups Awards         | 11 de janeiro de 2020 | Melhor Ator Coadjuvante                                        | Jamie Foxx                     | Indicado  | [ 25 ] |
| African-American Film Critics Association | 2 de dezembro de 2019 | Melhor Ator Coadjuvante                                        | Jamie Foxx                     | Vencedor  | [ 26 ] |
| African-American Film Critics Association | 2 de dezembro de 2019 | Os 10 melhores filmes do ano                                   | Just Mercy                     | Vencedor  |        |
| Black Reel Awards                         | 6 de fevereiro 2020   | Melhor Filme                                                   | Asher Goldstein and Gil Netter | Indicado  | [ 27 ] |
| Black Reel Awards                         | 6 de fevereiro 2020   | Melhor Ator Coadjuvante                                        | Jamie Foxx                     | Indicado  | [ 27 ] |
| Black Reel Awards                         | 6 de fevereiro 2020   | Conjunto notável                                               | Carmen Cuba                    | Indicado  | [ 27 ] |
| NAACP Image Awards                        | 22 de fevereiro 2020  | Excelente filme                                                | Just Mercy                     | Vencedor  | [ 28 ] |
| NAACP Image Awards                        | 22 de fevereiro 2020  | Melhor ator em filme                                           | Michael B. Jordan              | Vencedor  | [ 28 ] |
| NAACP Image Awards                        | 22 de fevereiro 2020  | Melhor Ator Coadjuvante em Filme                               | Jamie Foxx                     | Vencedor  | [ 28 ] |
| NAACP Image Awards                        | 22 de fevereiro 2020  | Excelente roteiro em um filme                                  | Destin Daniel Cretton          | Indicado  | [ 28 ] |
| NAACP Image Awards                        | 22 de fevereiro 2020  | Excelente papel inovador em um filme                           | Rob Morgan                     | Indicado  | [ 28 ] |
| NAACP Image Awards                        | 22 de fevereiro 2020  | Melhor Conjunto de Elenco em um Filme                          | Just Mercy                     | Vencedor  | [ 28 ] |
| National Board of Review                  | 8 de janeiro 2020     | Prêmio Liberdade de Expressão                                  | Just Mercy                     | Vencedor  |        |
| Screen Actors Guild Awards                | 19 de janeiro 2020    | Excelente desempenho de um ator masculino em um papel de apoio | Jamie Foxx                     | Indicado  |        |
| Cinema for Peaces                         | 23 de fevereiro 2020  | Prêmio Justiça 2020                                            | Just Mercy                     | Indicado  |        |